# Vega de Doña Olimpa
Vega de Doña Olimpa es una localidad y también una pedanía del municipio de Saldaña, en la provincia de Palencia, comunidad autónoma de Castilla y León (España). Limita al norte con Villanueva del Monte y Valenoso. Al este con Villamelendro de Valdavia. Al sur con Villota del Duque, Portillejo y Villantodrigo y al oeste con Villarmienzo y Relea de la Loma. Aparece como Vega de Doña Limpia en muchos documentos medievales y modernos.
Sobre los tejados de las casas, destaca la silueta de la iglesia, dedicada a San Cristóbal.
El gentilicio popular de los vegueños es el de soperos.
El nombre Vega significa "valle fértil".

## Geografía

### Entorno
En 2010, el Ayuntamiento de Saldaña ha promovido un centro de interpretación de la Micología. En la localidad próxima de Gozón de Ucieza, producto de una iniciativa privada, ha surgido el Huerto Escuela. 
Vega de Doña Olimpa es un buen punto de partida para las rutas de: Las Casas Blasonadas de la Valdavia, La Loma de Saldaña y El Arte románico en Palencia. El pueblo mismo, por su interés, aparece en la clásica obra Guía turística de Palencia y su provincia (1958), de Valentín Bleye.
El periodista salmantino José Sánchez Rojas, en el artículo Viaje por Castilla (1919) sobre el poeta Jorge Manrique, dedica algunas líneas a la historia de Vega de Doña Olimpa y las familias nobiliarias que tuvieron su señorío en tiempos medievales. El escritor regeneracionista y notario Julio Senador Gómez también se refiere a Vega de Doña Olimpa en un artículo de 1925.
La comarca cuenta con muchos recursos naturales y de patriminio histórico y artístico poco aprovechados hasta la fecha, que podrían generar muchos puestos de trabajo en el territorio.

### Descripción
Situada en la comarca de Vega-Valdavia, a orillas del río Ucieza, se encuentra a una altitud sobre el nivel del mar de 928 m s. n. m. Además del río Ucieza, situado al Sur del casco urbano vegeño, otros dos cursos fluviales bordean la localidad: el arroyo Valenoso, al Este, y otro, al oeste.
Es una localidad muy saludable. En este sentido, a mediados del siglo XIX, Pascual Madoz decía que en ella "se padecen pocas enfermedades".
Dista 66 km de la ciudad de Palencia, 11 de la villa de Saldaña y en 2004 contaba con 61 habitantes.
Desde Saldaña, la localidad de Vega es accesible por la carretera provincial   PP-2451  (Saldaña-Vega); y desde Villota del Duque, por la   PP-2406 . Desde Vega parten caminos a Valenoso y a Membrillar por Villanueva de Monte y Renedo del Monte.
La trama urbana es irregular, debido a que la localidad fue creciendo sobre pendiente y porque las construcciones obedecían a necesidades de la vida agroganadera. El casco urbano de Vega de Doña Olimpa tiene una superficie de 50.904 m², algo más de 5 hectáreas. Esta extensión convierte al casco urbano de Vega de Doña Olimpa en el cuarto más grande del extenso término municipal de Saldaña, superado únicamente por los de la misma Saldaña, San Martín del Obispo y Valcabadillo. 
Según el Libro de Palencia, de 1874, por entonces el pueblo de Vega contaba con 65 casas y 134 en todo el término municipal. En 1910, el término de Vega contaba con 275 edificios y albergues. En 1981, el caserío de Vega constaba de 55 viviendas familiares (103 con el resto de viviendas de su antiguo término).
Los caseríos, actualmente deshabitdos, de Honteruela, Hozuela, Valbuena y Villarruaño (documentado en 1215) pertenecían a la localidad y a su antiguo municipio. En Cartografía hispano-científica, de 1857, Vega de Doña Olimpa aparecía con el monasterio de Santa María de la Vega.

### Clima
Clima mediterráneo continentalizado.
Precipitación anual: 600 mm aproximadamente.
Horas de sol al año: 2400-2500 h aprox. 
Radiación solar diaria: 4 a 4,1 kWh/m²/día aprox.

### Gea
Sedimentos amarillentos y de color gris claro, también de grano fino, al N. la localidad.
A principios del siglo XIX así lo describía el palentino Sebastián Miñano: Situado en un valle, por el cual pasa el pequeño río Cieza (Ucieza).
No se han estudiado las aguas de Vega de doña Olimpa y su entorno más cercano. Pero no lejos de la localidad, en Villorquite del Páramo, se encuentra el manantial de aguas termales de Fuente de Calores. Además de este manantial de aguas termales, Saldaña cuenta con otro manantial de aguas medicinales en la Casa de los Osorio, cuyo análisis ha sido hecho, apto para un establecimiento de curación y recreo, y las aguas de Camino de Villalafuente fueron declaradas en 2005 de condición mineral natural.
La Fundición Quintana, de Saldaña, utiliza una tierra arenoso-arcillosa procedente de Vega de Doña Olimpia, para el moldeo de las campanas.
El entorno de Vega de Doña Olimpa muestra nivel de calizas palustres (Facies La Serna). En Valenoso, los fangos y calizas palustres también son visibles.

### Flora y fauna
Las aves que se dan en el robledal son el picamaderos (aves del género Campephilus) y el pigazo (Pica pica). En tiempos pasados, el cangrejo que se daba en el río Ucieza era verdoso y amarronado.
Cabe destacar la importante representación de mariposas y anfibios que se da en la comarca, como se destaca desde hace años en varios medios digitales, que bien merecerían un museo especializado o una escuela de naturaleza en la localidad destinada a colegios de primaria, institutos de secundaria, centros universitarios, etc. Una actuación así supondría un buen impulso para Vega.
La Clasificación general de los montes públicos (1859) recogía, en el término de Vega, los montes Cuestas del Rey, El Paramillo, Fuente Getada, Las Cuestas, Valdeolmos y Valderrigle, todos ellos de roble.
La microtoponimia de los pagos del entorno de Vega nos habla de la existencia de enebros con nombres como Fuente Enebro y Valdenebro.
En el caserío de Onteruela, la especie vegetal Lupinus angustifolius L. constituye una rareza botánica, porque es su único enclave en la provincia palentina.

### Toponimia menor
Los pagos de Vega de Doña Olimpa y su antiguo término municipal son: 
Anguila, Arenoso, Alto de la Mota, Alto de San Juan, Cabo Valle, Camenera, Carremercadillo, Castarreño, Castillejo (Calle del), Castillo, Castillo del Moro, Castrillejos, Celadilla, Cuesta de la Vega, Cuesta del Prado y Paracuetos, Cuesta Melendro, Cuesta Quemada , Cuestas del Rey, Ducho, El Aincón, El Berzal, El Canto, El Embudo, El Molino, El Oro, El Otero, El Piojo, El Romo, El Valle, Fragua, Fuente de Suso, Fuente Enebro, Fuente Getada, Fuente Guindalera, Fuenteruela, Hornillos, Hoyal, Hoyuelo, Hozuela, La Charca, La Espina, La Gamonera, La Gorda, La Huelga, La Llamada, La Lobera, La Pantorra, La Pirola, La Quemada, Las Arnejas, Las Cabezuelas, Las Capillas, Las Colmenas, Las Cuestas, Las Lastras, Las Raposeras, Lastra, Lechón, Llanillos, Los Cotanillos, Los Eriales, Los Padrones, Los Prados del Gallo, Luterón, Monte Abajo, Morales, Navilla, Ompernal, Onteruela, Onteyuela, Paramillo, Paramillo de la Zorza, Paramillo y Monte Arriba, Picones, Poleares, Pueblo (Calle Trasera del), Quintana, Renedo del Monte, Rey, Rosino, San Julián, Ucieza, Valbuena, Valdelaguna, Valdelorín, Valdenebro, Valdeolmos, Valdequintana, Valdepepino, Valderrigle, Valderruaño, Valdescusa, Valdesendro, Valdetoya, Valdevillín, Valenoso, y Vallejada y Paramitos. ·

## Historia
Según la tradición oral, la localidad tuvo otro emplazamiento en el pasado, sobre un cerro situado al Sur del pueblo.
Del Bronce Final son ocho piezas depositadas en el Museo Arqueológico de Palencia procedentes de Saldaña: una espada, un puñal, dos hachas, dos hojas planas, una hoja de apéndices laterales y un regatón de lanza. Se desconocen las circunstancias y lugar exacto del hallazgo de cada una de esas ocho piezas, por lo que su cronología se establece por la morfología de sus piezas y sus paralelos.
Existió un asentamiento humano cerca de la actual localidad en la Primera Edad del Hierro (siglo VIII-IV a. C.).
En la primera mitad del siglo X, el rey donó Vega de Doña Olimpia a Diego Muñoz de Saldaña.
En el siglo XI, una heredad de Vega de Doña Olimpa se donó para la salvación del alma del donante y de las de sus mayores al monasterio de Sahagún y a su abad, Gutierre.
Otra de las primeras noticias históricas de la localidad de que se puede informar es del siglo XII, cuando Gómez Ruiz de Manzanedo vendió a D. Gómez Díaz de Villageva todas las heredades que tenía en Boadilla del Camino y en "Vega de Doña Limpia", con solariegos, vasallos y casas, por "cuatro mil maravedís buenos y derechos de los dineros prietos a razón de cinco sueldos cada maravedí". La esposa de Gómez Ruiz de Manzamedo, Sancha Ibáñez de Guzmán, llegó a obtener el señorío de Vega de Doña Olimpa.
Está documentada, en 1142, la visita que hizo a la localidad el rey Alfonso VII y su esposa, Berenguela de Barcelona. La carta por la cual lo sabemos dice así: "Facta carta Vege de domna Limpa. Era M C LXXX anno VIII mei imperii". Pocos años después, en 1146, Alfonso VII permutó con María Gómez y sus hijos, la villa de Siero a cambio de la heredad en Vega de doña Olimpa.
El 26 de abril de 1172, la abadesa Doña Mayor donó al monasterio de Sahagún su heredad de 
Vega de Doña Olimpa y su parte en las iglesias de Villarroán y Rivo Torto de parte del cenobio de Santa María del Valle.
En 1213, el magnate Gonzalo Rodríguez Girón, que había enviudado, casó nuevamente con doña Marquesa Pérez, cuya escritura de arras otorgó el 13 de mayo de 1213 entregando la mitad de lo que tenía en Cisneros, Pozuelos, Baquerín, Petilla, Vega de Doña Olimpa, Quintanilla de Onsoña, Espinosa y Valdetrigueros.
A mediados del siglo XIII, en 1258, ya se documentó el caserío de Onteruela com Fontoriola (con significado de "fuente dorada").
Juan Pérez de Guzmán compró Vega de Doña Olimpa y Boadilla del Camino a Gómez Díaz de Villajera el 8 de agosto de 1275.
A finales del siglo XIII, en 1281, Don Gonzalo Gómez, hijo de Don Gómez Ruiz de Manzanedo, dio a su mujer Doña Sancha Ibáñez entre otros bienes los que poseía en Polvorosa, Santillán y Arenillas de Nuño Pérez, a cambio de Vega de Doña Olimpa que anteriormente había pignorado su hermano Don Juan Gómez. Doña Sancha Ibáñez había heredado el señorío de Vega de Doña Olimpa de su padre, Juan Pérez de Guzmán.
El señorío de Vega de Doña Olimpa pasó a Mencía de Cisneros (1342-1422), señora de Guardo y Cisneros, entre otras localidades, y a su hija Leonor Lasso de la Vega.
En 1324, el Hospital de la Herrada, ubicado en Carrión de los Condes, otorgó a la localidad una carta de fueros basada en el fuero de Carrión. A mediados del siglo XIV, según el Becerro de las Behetrías de Castilla, Vega, que era señorío del Hospital de la Herrada, formaba parte de la merindad de Saldaña. El pan de infurción se reducía solo a trigo en Vega de Doña Olimpa, donde se entregaban una gallina y dieciséis dineros por solar poblado; y se reducía también al pago de solo cebada por algunos de sus vasallos en Ferreruela, lugar santiaguista en que, todos por igual, remuneraban la gallina por solar poblado al año.
Sabemos que D. Rodrigo Manrique (hacia 1406-1476), Condestable de Castilla y primer Conde de Paredes, tuvo el señorío de Vega de Doña Olimpa en el siglo XV. En el mismo siglo, Leonor Manrique también tuvo el señorío de Vega, así como Doña Elvira Lasso de Mendoza. Esta última, Elvira Lasso de Mendoza (1325-+ ?), fue hermana del primer Marqués de Santillana, el autor de las Serranillas.
Están documentados, a finales del siglo XV y primera mitad del XVI, los intereses de los marqueses de Frómista en el caserío de Valbuena, cercano a Vega.
En 1495, pleiteó el concejo, justicia y regimiento de Vega de Doña Olimpa con Juan de Estrada, arrendador de las alcabalas de Saldaña, sobre deuda por alcabalas.
Según documento de 10 de marzo de 1601, Felipe Ruiz, cura propio de Vega de Doña Olimpa, era clérigo de la iglesia de Santo Domingo de Castrojeriz.
Villota del Duque pleiteó ante el Consejo de Castilla con Vega de Doña Olimpa por el término del lugar de Valbuena en 1652.
En 1664, gracias a documentación de la catedral leonesa, sabemos que se dio un pleito sobre el usufructo de los bienes del aniversario fundado por Andrés Pardo en Vega.
En 1712, según el censo de Campoflorido, Vega era uno de los llamados Diez lugares sueltos de Saldaña. Esta demarcación, a la que pertenecía Vega, también estaba formada por Arenillas de Nuño Pérez, Arenillas de San Pelayo, Carbonera, Lagartos, Poza, Santillán, Valenoso, Valderrábano y Valles. 
Celadilla, Gañinas, La Serna, Lobera, Membrillar, Moslares, Pedrosa, Portillejo, Relea, Renedo de la Vega, Renedo del Monte, Villanueva del Monte, Villaproviano, Villarmienzo y Villota del Páramo.
A mediados del siglo XVIII, según el Catastro de la Ensenada, Vega estaba gobernada por un regidor pedáneo. Ya por entonces, en el siglo XVIII, encontramos a un vecino de Vega de Doña Olimpa, Felipe Alonso Inhiesto, trabajando y establecido en tierras ilerdenses de Torrefarrera. Según el mismo Catastro, Vega contaba con un hospital de transeúntes y pobres.
Los valores que tenían en la localidad diversos productos agrícolas eran: la fanega de trigo, catorce reales; la de centeno, ocho reales; la de cebada, siete reales; la avena, cinco reales, y la de linaza, treinta reales.
En 1753, cuando se realizaba el Catastro de la Ensenada en Vega, eran regidores Gaspar Merino y Matías Mazuelas.
A finales del siglo XVIII, el concejo y vecinos de Villota del Duque litigaban con el concejo de Vega de Doña Olimpa sobre prendadas. En la ejecutoria del pleito, de 1799, se expresa que el escribano del pleito fue Domingo Sebastián Vaquero.
Entre 1831 y 1832, el Concejo de Villabasta pleiteó con los de Valenoso, Vega de Doña Olimpa y Valles de Valdavia sobre la liquidación de cuentas del terreno del despoblado de Ozuela u Osezuela. En la segunda mitad del siglo XIX, un joven vegueño, de nombre Juan Merino, estaba prestando servicio militar en Puerto Rico.
Con la Ley de organización y atribuciones de los ayuntamientos y reglamento para su ejecución, de 1844, Renedo del Monte, Valenoso, Vega de Doña Olimpa y Villanueva del Monte constituyeron cuatro ayuntamientos. Sumaban 65 vecinos (31 de ellos en el pueblo de Vega).
La primera guerra carlista (1833-1840) en la provincia de Palencia fue novelada por el escritor Ignacio Martín Verona en Crónica de una conspiración carlista. con el Canal de Castilla y la geografía palentina como referentes continuos. Iniciado el Sexenio Revolucionario, los carlistas tuvieron elementos activos en la comarca y en otros puntos de la provincia (Guardo y Rivas).
El diccionario de Pascual Madoz decía, a mediados del XIX, que los molinos del término vegueño en el río Ucieza eran dos molinos harineros y un molino harinero de dos piedras. A finales del siglo XIX, los pueblos del término de Vega contaban con un molino harinero en Villanueva del Monte.
En 1871, para las elecciones al Congreso, Vega de Doña Olimpa formaba parte del segundo distrito del partido de Saldaña. Elegía, con otras localidades, un diputado del total de cinco que correspondían al partido Saldaña.
En 1929, el presupuesto municipal nivelado era de 7822'50 pesetas.
Formó parte del municipio del mismo nombre, propio y del que era cabecera, que comprendía también las localidades de Renedo del Monte, Valenoso y Villanueva del Monte, hasta 1976 (Decreto 2062/1975, de 24 de julio). Y a efectos de administración eclesiástica, formó parte de la diócesis de León hasta 1956, año en el que pasó a la de Palencia. El antiguo término municipal de Vega de Doña Olimpa era de 37,5 km² (el 28,4 % del actual término de Saldaña). 
En julio de 2000, Carlos Pérez creó la primera web de la localidad y nueve años más tarde, en 2009, el blog http://laescuelamuseo.blogspot.com.
Por breve tiempo, la revista Sementera, suplemento al Boletín oficial del Obispado se editó en Vega de Doña Olimpa. La localidad compartió el lugar de edición de la revista con Barruelo de Santullán, Villalba de Guardo y Cervera de Pisuerga.

## Geografía humana

### Demografía
| Gráfica de evolución demográfica de Vega de Doña Olimpa entre 1842 y 1970 |
| |
| Población de derecho según los censos de población del INE Población de hecho según los censos de población del INEEn este censo se denominaba Vega de Doña Olimpia: 1842 Entre el censo de 1857 y el anterior, crece el término del municipio porque incorpora a 345093 (Renedo del Monte), 345128 (Valenoso) y 345159 (Villanueva del Monte) Entre el censo de 1981 y el anterior, este municipio desaparece porque se integra en el municipio 34157 (Saldaña). |

Evolución de la población en el siglo XXI
| Gráfica de evolución demográfica de Vega de Doña Olimpa entre 2000 y 2020 |
|                                                                           |
| Población de derecho (2000-2020) según el padrón municipal del INE        |

### Evolución demográfica
En 1591, Vega de Doña Olimpa contaba con 61 vecinos (aproximadamente un cuarto de millar de habitantes), y con 195 habitantes en 1847. A mediados del siglo XVIII, en el Catastro de la Ensenada (1753), la población era de 54 vecinos.
| 1846 | 1857 | 1910 | 1940 | 1950 | 1981 | 2001 | 2006 | 2007 | 2008 | 2009 | 2018 |
| ---- | ---- | ---- | ---- | ---- | ---- | ---- | ---- | ---- | ---- | ---- | ---- |
| 244  | 266  | 242  | 243  | 243  | 95   | 66   | 56   | 56   | 52   | 47   | 35   |

FUENTE: El pensamiento de la nación (1846) e INE (1857-).
La evolución del número de vecinos, exclusivamente del pueblo de Vega, ha sido la que sigue: 61 (1591), 72 (1857). En 1881, la población del pueblo de Vega era de 379 habitantes.
A partir de 2001, la población es de derecho. Estas cifras son de habitantes, no de vecinos.
Le evolución de la población del antiguo municipio de Vega de Doña Olimpa fue la que sigue: 500 (1877), 511 (1887), 488 (1897), 480 (1900), 497 (1910), 483 (1920), 507 (1930), 452 (1940), 492 (1955), 455 (1960), 274 (1970). 
Tras la integración en el municipio de Saldaña de Vega de Doña Olimpa y sus antiguas tres pedanías, los cuatro pueblos del antiguo término vegueño suman: 125 (2001).
En 1940, los 452 habitantes de hecho se distribuían así: 226 en Vega, 95 en Valenoso, 67 en Renedo del Monte y 64 en Villanueva del Monte. La población de derecho, 481 habitantes, distribuida así: 243 en Vega, 100 en Valenoso, 73 en Renedo y 65 en Villanueva. 
Según una noticia de 1874, Vega y los pueblos de su antiguo término sumaban 560 habitantes. En 1893, según el farmacéutico Aquilino Macho, la población del municipio de Vega de Doña Olimpa, constituido por cuatro localidades y el caserío de Onteruela, era de 530 habitantes. 
El medio rural, entre 1950 y 1980, fue capaz de proporcionar nuevos y muy abundantes pobladores para las ciudades y sus áreas metropolitanas. Actualmente, el medio urbano no es capaz de proporcionar al medio rural los habitantes que hagan que la población deje de descender. Paralelamente a este fenómeno, la población urbana, la de las ciudades, envejece y no tiene garantizado el reemplazo generacional. El futuro del medio rural pasa por la reactivación de la natalidad en el medio rural -afirma, en un reciente estudio, la profesora María Luisa Bustos Gisbert- y en todo el país.
Una tasa de fecundidad de 2,2 hijos por mujer o superior es la que garantiza el reemplazo generacional y los efectos positivos de este hecho sobre la economía.

### Economía
Agricultura cerealística, horticultura y ganadería. 
- Área de pícnic de San Julián
- Micología (senderilla o senderina; níscalo, en las zonas de pinar; seta de cardo, etc.)

- Las profesiones relacionadas con la gestión del medio natural, la gestión de residuos agrarios, ganaderos, forestales y urbanos, y el tratamiento de aguas tienen futuro en la zona. Saldaña, su comarca y Vega tienen gran potencialidad como destino gastronómico[71] (ruta de la tapa y otras).

- Explotación de los residuos agrícolas, ganaderos y forestales para elaboración de pellets, briquetas, metano, serrín... y el desarrollo de la bioindustria.

La microtoponimia del entorno de Vega de Doña Olimpa habla de la existencia de apicultura consolidada en el pasado con nombres de pagos como los de Las Arnejas (de arna, vaso de colmena) y Las Colmenas, al norte del monte el Paramillo.

## Fiestas
- San Isidro (15 de mayo).
- San Bernabé (11 de junio).

Durante una única jornada hay misa con procesión en la que se acompaña a la Virgen de Castarreño y por la tarde, la Junta Vecinal ofrece una merienda de pan, escabeche y vino a todo el que acuda al pueblo.
Este día se realiza la enramada de la Virgen de Castarreño con "recogida de flores por el campo y ramas de chopo..." (Programa Fiestas de la Virgen de Castarreño 2016).
- San Cristóbal y San Cristobalillo (10 y 11 de julio), fiesta patronal.

Fiestas patronales, con pregón, música para bailar, juegos para los niños y pancetada para todos, entre otras cosas. Para los mayores, en ocasiones, se juega a los bolos y se realizan, para los niños, carreras de sacos.
En la década de 1960, D. Salustiano tuvo el proyecto de rebajar un montículo, situado tras las escuelas, para campo de fútbol.

## Monumentos y lugares de interés
- Iglesia parroquial

Existe el pago de término de Castarreño, donde pudo existir una ermita dedicada a Nuestra Señora o Virgen de Castarreño. Según la tradición oral, la Virgen de Castarreño fue hallada por un lugareño bajo un árbol. 
Los sacerdotes que han ejercido su ministerio sacerdotal han sido: Felipe Ruiz (1601), Ángel Gutiérrez (1863), Ponciano de León (1882), Celedonio Marcos (1911), Ceferino Rodríguez (1914), José Pardo de León (1915).
A efectos de organización eclesiástica, la parroquia pertenenecía al arciprestazgo de Loma de Saldaña.en 1882. En 1911, la parroquia de Vega de Doña Olimpa era sede de un arciprestazgo.
- Museo Escuela, con antiguos libros y objetos de escuela

- Casetas de era, chozos, molinos
- Importantes construcciones de piedra seca (sin argamasa)
- Conjuntos urbanos de casas de adobe, material de construcción sostenible y de alta eficiencia energética
- A 2'5 km de Vega, inicio del sendero circular a la Laguna de Tres Pueblos desde Valenoso, mapeado a iniciativa del Ayuntamiento de Saldaña en marzo de 2022

## Asociaciones
- Coral
- "La Caseta" - Asociación juvenil no registrada

## Personalidades
Naturales de Vega:
- Santiago de las Heras Martín (Vega de Doña Olimpia, 1 de mayo de 1751), pleiteó para el reconocimiento de hidalguía.[77]
- Nicolás Díez (Vega de Doña Olimpa, 22 de octubre de 1781), pleiteó para el reconocimiento de hidalguía.[78]
- Crescencio Inhiesto del Campo (siglo XIX), agustino.[79] Realizó estudios de Filosofía en Valladolid y Teología en Burgos, pero siendo todavía muy joven, y sin haberse alcanzado su "sueño de Oriente", falleció en Barcelona el 12 de enero de 1901.[80]
- Gregorio Inhiesto Fernández, cirujano. Alumno en el Real Colegio de Medicina y Cirugía de San Carlos (Madrid) entre 1835 y 1841[81]
- Simón Ibáñez Rojo (siglo XIX), cirujano, que ejerció en Carrión de los Condes en la segunda mitad del siglo XIX.

Descendientes y vecinos de la localidad:
- Juan de las Heras García (nacido 13-VIII-1714), hidalgo.[77]
- Lucas Espinosa, agustino y filólogo.[82] Aunque nacido en Villabasta, su abuela materna, Antonia Fontecha, era de Vega de Doña Olimpa.
- Benito Retuerto Alonso, maestro en Vega de Doña Olimpa y vicesecretario de Confederación Nacional de Maestros en 1933.

Naturales de las antiguas pedanías:
- Fernando Díez Valdeón (Renedo del Monte), noble en 1753.[83]
- Francisco de las Heras García (Valenoso, 3 de abril de 1709), hidalgo.
- Francisco Treceño (Valenoso, 29 de enero de 1782), pleiteó para el reconocimiento de hidalguía.[84]
- Juan Treceño (Valenoso, 10 de diciembre de 1774), pleiteó para el reconocimiento de hidalguía.[84]
- Matías Díez Quijano (Renedo del Monte, siglo XIX), doctor en Ciencias Físicas, con la tesis Estudio de la fotografía bajo el punto de vista químico.[85]
- Gorgonio Díez-Baldeón Quijano (Renedo del Monte, siglo XIX), licenciado en Farmacia.[86]
- Tomás Díez-Baldeón Quijano (Renedo del Monte, siglo XIX),[86] Doctor en Medicina, con la tesis Efectos químico-fisiológicos del ejercicio muscular y aplicaciones higiénicas que de este conocimiento se desprenden (10 de septiembre de 1877), quizá la primera tesis doctoral sobre medicina del deporte y prevención de riesgos laborales. Su texto se encuentra en  Universia, Biblioteca de recursos (enlace roto disponible en Internet Archive; véase el historial, la primera versión y la última)..
- Santos Calleja Ibáñez (Valenoso, 1942), maestro y escritor afincado en Melilla. Autor de Relatos para niños mayores (2003), La Casa de los tres escalones (2014), Vidas imperfectas (2015) y La ley del Talión (2017). En el libro Vidas imperfectas reivindica la figura de Virgilio Leret (1902-1936), primer defensor de la República en 1936 e inventor, en un relato de ficción en el que el protagonista, Cayo Aguilar, es natural de una localidad Valdeno del Charcal, nombre ficticio que parece referirse a Valenoso.

## Folklore
José Manuel Pedrosa recogió una versión en Vega de Doña Olimpa en 1990 del romancillo del bonetero y su caballo. Dice así: 
Era un zapatero y un marqués honrado/ que hacía bonetes, les vendía a ochavo,/ que con el dinero, compararía un caballo./ Madrugar un día, y llevarle al prado./ Tropezó en un junco, cayó en un fontano./ Los perros decían: -En buen año estamos./ Los amos perdieron, nosotros ganamos.
La localidad conserva léxico en peligro de perderse: veladero (tertulia nocturna el aire libre) o sorrasquero (lumbre).
Vega de Doña Olimpa estuvo en la Exposición Las Edades del Hombre de 2011 (Medina del Campo y Medina de Rioseco), con uno de los sagrarios "mejores de la provincia (palentina)" (J. L. Calvo Calleja).